# Val de San Vicente
Pour les articles homonymes, voir San Vicente.
Val de San Vicente est une commune de la communauté autonome de Cantabrie, en Espagne. Bordée au nord par la mer Cantabrique, à l'ouest par la commune asturienne de Ribadedeva, au sud par Herrerías et à l'Est par San Vicente de la Barquera.

## Démographie
La population totale est environ 2700 habitants répartis en plusieurs villages, les principaux sont Pesués et Unquera.

## Lieux et monuments
Le castro de Castillo situé à Prellezo.

## Jumelages
- Mios (France)